# كلادينينة
الكلادينينة (الاسم العلمي: Caladeniinae) هي تحت قبيلة من النباتات تتبع الفصيلة السحلبية من رتبة الهليونيات.

## أجناس الكلادينينة
- الكلادينة